# Nati nel 1942/Luglio
| Questa pagina contiene informazioni ricavate automaticamente dalle voci biografiche con l'ausilio del template Bio e di un bot. L'aggiornamento è periodico e automatico e ricostruisce completamente la pagina. Se manca una persona in questa lista, sei pregato di non aggiungerla, ma accertati piuttosto che la sua voce biografica contenga il template Bio e che i dati anagrafici siano correttamente compilati. Se il template Bio manca, inseriscilo tu stesso o, in alternativa, metti l'avviso {{tmp\|Bio}} che ne segnala la mancanza. Se i dati riportati sono sbagliati, correggi direttamente la voce biografica; le modifiche saranno visibili in questa lista entro pochi giorni. Per chiarimenti vedi il progetto biografie. La lista contiene solo le 192 persone che sono citate nell'enciclopedia e per le quali è stato implementato correttamente il template Bio. Pagina aggiornata al 2 ago 2025. |

- 1º luglio - Maria Adelaide Amaral, drammaturga, scrittrice e sceneggiatrice portoghese
- 1º luglio - Geneviève Bujold, attrice canadese
- 1º luglio - Doug Carpenter, allenatore di hockey su ghiaccio e ex hockeista su ghiaccio canadese
- 1º luglio - Andraé Crouch, compositore, cantautore e produttore discografico statunitense († 2015)
- 1º luglio - Sandra Crouch, cantante, musicista e percussionista statunitense († 2024)
- 1º luglio - Karl-Heinz Henrichs, pistard tedesco († 2008)
- 1º luglio - Terry Wharton, ex calciatore inglese
- 1º luglio - Izzat Ibrahim al-Douri, militare, guerrigliero e politico iracheno († 2020)
- 2 luglio - Jorge Bentivegna, ex calciatore argentino
- 2 luglio - Pete Cunningham, ex cestista statunitense
- 2 luglio - Mojca Drčar Murko, politica e giornalista slovena
- 2 luglio - Vicente Fox, politico messicano
- 2 luglio - Gil Reece, calciatore gallese († 2003)
- 2 luglio - Lutz D. Schmadel, astronomo tedesco († 2016)
- 3 luglio - Lothar Claesges, pistard tedesco († 2021)
- 3 luglio - Nicola Granieri, schermidore italiano († 2006)
- 3 luglio - Gabriele Lorenzi, tastierista italiano
- 3 luglio - Eddy Mitchell, attore e cantante francese
- 3 luglio - Willie Porter, cestista statunitense († 1992)
- 4 luglio - Floyd Little, giocatore di football americano statunitense († 2021)
- 4 luglio - Michael di Kent, principe britannico
- 4 luglio - Minnie Minoprio, scrittrice, attrice e cantante britannica
- 4 luglio - Sylvia Ruuska, nuotatrice statunitense († 2019)
- 4 luglio - Jorge Vargas Kerrigan, ex cestista peruviano
- 5 luglio - Eliot Feld, coreografo, ballerino e attore statunitense
- 5 luglio - Gianfranco Ghirlanda, cardinale e gesuita italiano
- 5 luglio - Hannes Löhr, calciatore e allenatore di calcio tedesco († 2016)
- 5 luglio - Héctor Ochoa, calciatore argentino († 2020)
- 5 luglio - Enzo Vicario, bobbista italiano
- 6 luglio - Izora Armstead, cantautrice e pianista statunitense († 2004)
- 6 luglio - Andrea Clemente, bobbista italiano († 1970)
- 6 luglio - Raymond Depardon, fotoreporter, regista cinematografico e giornalista francese
- 6 luglio - Serafima Eremkina, ex cestista sovietica
- 6 luglio - Enzo Lombardi, politico italiano
- 7 luglio - Camillo Baffi, allenatore di calcio e calciatore italiano († 2012)
- 7 luglio - Gunilla Bergström, scrittrice, giornalista e illustratrice svedese († 2021)
- 7 luglio - Rod Hebron, sciatore alpino canadese († 2023)
- 7 luglio - Anthony B. Richmond, direttore della fotografia e regista britannico
- 7 luglio - Dieter Zajdel, ex calciatore polacco
- 8 luglio - Ettore Asticelli, poeta italiano († 2001)
- 8 luglio - Vincenzo Casillo, mafioso italiano († 1983)
- 8 luglio - Pier Luigi Celli, dirigente d'azienda e saggista italiano
- 8 luglio - Rudol'f Fruntov, regista sovietico († 2015)
- 8 luglio - Phil Gramm, politico e economista statunitense
- 8 luglio - Cesare Lanza, giornalista, scrittore e autore televisivo italiano
- 8 luglio - Narciso Pezzotti, allenatore di calcio e ex calciatore italiano
- 8 luglio - Alessandro Portelli, critico musicale e storico italiano
- 8 luglio - Louis Schweitzer, dirigente d'azienda francese
- 8 luglio - Carlos Vásquez, cestista peruviano († 1984)
- 9 luglio - Diana Jorgova, ex lunghista bulgara
- 9 luglio - Denis Payot, avvocato svizzero († 1990)
- 9 luglio - Richard Roundtree, attore statunitense († 2023)
- 9 luglio - Edy Williams, attrice statunitense
- 10 luglio - Hermann Burger, scrittore svizzero († 1989)
- 10 luglio - Ronnie James Dio, cantautore statunitense († 2010)
- 10 luglio - Francisco Escos, allenatore di calcio e ex calciatore argentino
- 10 luglio - Phil Gingrey, politico statunitense
- 10 luglio - Diane Hegarty, esoterista statunitense († 2022)
- 10 luglio - Pëtr Klimuk, cosmonauta sovietico
- 10 luglio - Mirjana Marković, politica e docente serba († 2019)
- 10 luglio - Larry Moore, cestista statunitense († 2016)
- 10 luglio - José Muñoz, disegnatore argentino
- 10 luglio - Aarón Padilla Gutiérrez, calciatore messicano († 2020)
- 10 luglio - Maurizio Porro, critico teatrale e critico cinematografico italiano
- 10 luglio - Rodriguez, cantautore, attivista e politico statunitense († 2023)
- 10 luglio - Orri Vigfússon, imprenditore e ambientalista islandese († 2017)
- 10 luglio - Christopher J. Walker, storico britannico († 2017)
- 11 luglio - Emma Baeri, storica e saggista italiana
- 11 luglio - Jean Jourden, ciclista su strada francese († 2024)
- 11 luglio - Bernard Laidebeur, velocista francese († 1991)
- 11 luglio - Isidoro Quaglio, rugbista a 15, allenatore di rugby a 15 e canottiere italiano († 2008)
- 11 luglio - Tomasz Stańko, trombettista e compositore polacco († 2018)
- 12 luglio - Carole Jane Beebe Tarantelli, politica, psicoanalista e anglista statunitense
- 12 luglio - Svein Haagenrud, ex calciatore norvegese
- 12 luglio - Lothar Ledderose, orientalista e storico dell'arte tedesco
- 12 luglio - Herbert Lenzinger, ex calciatore austriaco
- 12 luglio - Richard Stoltzman, clarinettista statunitense
- 12 luglio - Swamp Dogg, musicista e produttore discografico statunitense
- 12 luglio - Steve Young, cantautore e chitarrista statunitense († 2016)
- 13 luglio - Harrison Ford, attore statunitense
- 13 luglio - Gerhard Hetz, nuotatore tedesco († 2012)
- 13 luglio - Egbert Hirschfelder, canottiere tedesco († 2022)
- 13 luglio - Roger McGuinn, cantante e chitarrista statunitense
- 13 luglio - Antonio Mele, giornalista e disegnatore italiano († 2024)
- 13 luglio - Tom Palmer, fumettista statunitense († 2022)
- 13 luglio - Igor' Alekseevič Šešukov, regista sovietico († 1991)
- 14 luglio - Herb Fitzgibbon, ex tennista statunitense
- 14 luglio - Javier Solana, politico spagnolo
- 15 luglio - Frank Clarke, calciatore inglese († 2022)
- 15 luglio - Vivian Malone Jones, attivista statunitense († 2005)
- 15 luglio - Mil Máscaras, ex wrestler e attore messicano
- 15 luglio - Nello Rossati, regista e sceneggiatore italiano († 2009)
- 15 luglio - George Edward Stanley, scrittore statunitense († 2011)
- 16 luglio - Silvio Boni, ciclista su strada italiano († 2014)
- 16 luglio - Frank Field, politico britannico († 2024)
- 16 luglio - Jørgen Henriksen, allenatore di calcio e ex calciatore danese
- 16 luglio - Ernie Phythian, calciatore inglese († 2020)
- 16 luglio - Margaret Smith Court, ex tennista australiana
- 17 luglio - France Anglade, attrice e modella francese († 2014)
- 17 luglio - Roberto Derlin, calciatore e allenatore di calcio italiano († 2021)
- 17 luglio - Connie Hawkins, cestista statunitense († 2017)
- 17 luglio - Mahamat Idriss, altista ciadiano († 1987)
- 17 luglio - Michael Seresin, direttore della fotografia neozelandese
- 17 luglio - Ariel Toaff, storico italiano
- 17 luglio - Steve Wright, giocatore di football americano statunitense († 2025)
- 17 luglio - Giovanni Zarro, politico e avvocato italiano
- 18 luglio - Alexandre del Belgio, principe belga († 2009)
- 18 luglio - Asun Balzola, scrittrice, traduttrice e illustratrice spagnola († 2006)
- 18 luglio - Giacinto Facchetti, calciatore e dirigente sportivo italiano († 2006)
- 18 luglio - Ernesto Galli della Loggia, storico italiano
- 18 luglio - Walter Kreye, attore tedesco
- 18 luglio - Arrigo Miglio, cardinale e arcivescovo cattolico italiano
- 18 luglio - Hans Nägele, slittinista liechtensteinese († 1996)
- 18 luglio - Adolf Ogi, politico svizzero
- 18 luglio - Carmen Zandonadi, ex cestista italiana
- 19 luglio - Fioretta Mari, attrice e direttrice artistica italiana
- 19 luglio - Jan Mathisen, calciatore norvegese († 2015)
- 19 luglio - Osvaldo Motto, allenatore di calcio e ex calciatore italiano
- 20 luglio - Giovan Battista Benvenuto, calciatore e allenatore di calcio italiano († 2021)
- 20 luglio - Salvatore Lo Piccolo, mafioso italiano
- 20 luglio - Stephenie McMillan, scenografa britannica († 2013)
- 20 luglio - Antero Siljola, ex cestista finlandese
- 21 luglio - Fred Hetzel, ex cestista statunitense
- 21 luglio - Yao Kankam, ex calciatore ghanese
- 21 luglio - Véronique Vendell, attrice francese
- 21 luglio - Ian Wood, imprenditore scozzese
- 22 luglio - Michael Abney-Hastings, XIV conte di Loudoun, nobile britannico († 2012)
- 22 luglio - Toyohiro Akiyama, giornalista e astronauta giapponese
- 22 luglio - Jennifer Bassey, attrice statunitense
- 22 luglio - Paolo Bordoni, pianista italiano († 2022)
- 22 luglio - Salvatore D'Erasmo, giurista e dirigente d'azienda italiano
- 22 luglio - Peter Habeler, alpinista austriaco
- 22 luglio - Anthony James, attore statunitense († 2020)
- 22 luglio - Philippe Kourilsky, biologo, genetista e immunologo francese
- 23 luglio - Madeline Bell, cantante statunitense
- 23 luglio - Erika Blanc, attrice italiana
- 23 luglio - Allen Danziger, attore statunitense
- 23 luglio - Hannelore Elsner, attrice e doppiatrice tedesca († 2019)
- 23 luglio - Franco Rotelli, psichiatra italiano († 2023)
- 23 luglio - Jean-Claude Rudaz, ex pilota automobilistico svizzero
- 23 luglio - Roland Sabatier, pittore e scrittore francese († 2022)
- 23 luglio - Fredi, cantante finlandese († 2021)
- 24 luglio - Danny Bergara, allenatore di calcio e calciatore uruguaiano († 2007)
- 24 luglio - Mauro Canali, storico italiano
- 24 luglio - Gavril Grueff, astronomo e astrofisico italiano († 2022)
- 24 luglio - Sepp Holzer, ambientalista e scrittore austriaco
- 24 luglio - Claudio Lenoci, politico italiano
- 24 luglio - Irina Mirošničenko, attrice sovietica († 2023)
- 24 luglio - Cotton Nash, cestista e giocatore di baseball statunitense († 2023)
- 24 luglio - Chris Sarandon, attore statunitense
- 24 luglio - Etienne Schouppe, politico belga
- 24 luglio - Mahir Abd al-Rashid, generale iracheno († 2014)
- 25 luglio - Paul Bentley, attore e librettista britannico
- 25 luglio - Noël De Pauw, ciclista su strada e pistard belga († 2015)
- 25 luglio - Oscar James, attore trinidadiano
- 25 luglio - Krister Kristensson, calciatore svedese († 2023)
- 26 luglio - Gary Bradds, cestista statunitense († 1983)
- 26 luglio - Vladimír Mečiar, politico slovacco
- 26 luglio - George O'Neill, allenatore di calcio e ex calciatore scozzese
- 26 luglio - Teddy Pilette, ex pilota automobilistico belga
- 26 luglio - Gian Franco Zanetti, pallavolista italiano († 2020)
- 27 luglio - Umberto Bernardini, politico e filosofo italiano († 2013)
- 27 luglio - Lanny Flaherty, attore statunitense († 2024)
- 27 luglio - Bobbie Gentry, cantante statunitense
- 27 luglio - Paolo Legrenzi, psicologo italiano
- 27 luglio - Karl Link, ex pistard tedesco
- 27 luglio - Dennis Ralston, tennista statunitense († 2020)
- 27 luglio - Marco Sassone, pittore italiano
- 27 luglio - Thomas Willi, teologo svizzero
- 28 luglio - Howard Bayne, cestista statunitense († 2018)
- 28 luglio - Gisela Bock, storica tedesca
- 28 luglio - Timothy Good, ufologo e violinista inglese
- 28 luglio - Neilia Hunter Biden, insegnante statunitense († 1972)
- 28 luglio - Bolesław Kwiatkowski, cestista polacco († 2021)
- 28 luglio - Rino Nicolosi, politico e sindacalista italiano († 1998)
- 28 luglio - Louis Portella Mbuyu, vescovo cattolico della Repubblica del Congo
- 28 luglio - Rosario Sbano, allenatore di calcio e ex calciatore italiano
- 28 luglio - Kaari Utrio, scrittrice e storica finlandese
- 29 luglio - Elena Brambilla, storica e archivista italiana († 2018)
- 29 luglio - Augusto Cerino Canova, giurista italiano († 1987)
- 29 luglio - Tano D'Amico, fotografo italiano
- 29 luglio - Romano Fanali, pugile italiano († 2022)
- 29 luglio - Hyun Cheol, cantante sudcoreano († 2024)
- 29 luglio - Tony Sirico, attore e criminale statunitense († 2022)
- 29 luglio - Bernd Weikl, baritono austriaco
- 30 luglio - Joan Halifax, attivista statunitense
- 30 luglio - Jack Miles, scrittore statunitense
- 30 luglio - György Nagy, calciatore ungherese († 1992)
- 31 luglio - Juan Mari Arzak, cuoco spagnolo
- 31 luglio - Innocenzo Cervelli, storico italiano († 2017)
- 31 luglio - Modibo Keïta, politico maliano († 2021)
- 31 luglio - Tonino Milite, pittore, poeta e illustratore italiano († 2015)